# Julius Sullan Tonel
Julius Sullan Tonel (Davao, 31 agosto 1956) è un arcivescovo cattolico filippino, dal 25 aprile 2023 arcivescovo metropolita di Zamboanga.

## Biografia
Julius Sullan Tonel è nato a Davao il 31 agosto 1956.

### Formazione e ministero sacerdotale
Ha compiuto gli studi ecclesiastici prima a Davao e poi a Manila.
Il 12 aprile 1980 è stato ordinato presbitero per l'arcidiocesi di Davao da monsignor Antonio Lloren Mabutas. In seguito è stato vicario parrocchiale per due anni e poi direttore dell'apostolato della famiglia. Nel 1986 è stato inviato a Roma per studi. Nel 1990 ha conseguito la licenza in teologia liturgica presso il Pontificio ateneo Sant'Anselmo. Tornato in patria è stato direttore del Centro liturgico arcidiocesano dal 1992 al 1997; vice-rettore, professore, direttore spirituale e dal 1997 rettore del seminario maggiore regionale di Davao e vicario generale dal 2002 alla nomina episcopale.

### Ministero episcopale
Il 30 giugno 2007 papa Benedetto XVI lo ha nominato vescovo-prelato di Ipil. Ha ricevuto l'ordinazione episcopale il 20 agosto successivo dall'arcivescovo metropolita di Davao Fernando Robles Capalla, co-consacranti l'arcivescovo metropolita di Zamboanga Romulo Geolina Valles e quello di Cagayan de Oro Antonio Javellana Ledesma.
Il 1º maggio 2010 lo stesso papa Benedetto XVI ha elevato la prelatura territoriale a diocesi e lo ha nominato suo primo vescovo.
Nel febbraio del 2011 e nel giugno del 2019 ha compiuto la visita ad limina.
Il 25 aprile 2023 papa Francesco lo ha nominato arcivescovo metropolita di Zamboanga.. Il 29 giugno ha ricevuto il pallio dal Santo Padre durante la cerimonia svoltasi in piazza san Pietro a Roma, mentre il 22 agosto successivo ha preso possesso dell'arcidiocesi.
È stato rappresentante della Conferenza dei vescovi cattolici delle Filippine presso la Commissione internazionale sull'inglese nella liturgia.

## Genealogia episcopale e successione apostolica
La genealogia episcopale è:
- Cardinale Scipione Rebiba
- Cardinale Giulio Antonio Santori
- Cardinale Girolamo Bernerio, O.P.
- Arcivescovo Galeazzo Sanvitale
- Cardinale Ludovico Ludovisi
- Cardinale Luigi Caetani
- Cardinale Ulderico Carpegna
- Cardinale Paluzzo Paluzzi Altieri degli Albertoni
- Papa Benedetto XIII
- Papa Benedetto XIV
- Papa Clemente XIII
- Cardinale Marcantonio Colonna
- Cardinale Giacinto Sigismondo Gerdil, B.
- Cardinale Giulio Maria della Somaglia
- Cardinale Carlo Odescalchi, S.I.
- Cardinale Costantino Patrizi Naro
- Cardinale Lucido Maria Parocchi
- Papa Pio X
- Cardinale Gaetano De Lai
- Cardinale Raffaele Carlo Rossi, O.C.D.
- Cardinale Amleto Giovanni Cicognani
- Arcivescovo Bruno Torpigliani
- Arcivescovo Fernando Robles Capalla
- Arcivescovo Julius Sullan Tonel

La successione apostolica è:
- Vescovo Jose Ramirez Rapadas III (2019)
- Vescovo Glenn Montebon Corsiga (2025)